# Rolf Kirkvaag
Rolf Wilhelm Kirkvaag, född 20 september 1920 i Kristiania (nuvarande Oslo), död där 24 januari 2003, var en norsk journalist, skådespelare och programledare i NRK.
Kirkvaag var knuten till NRK 1947–1959, fram till 1953 med sportreportage som gebit. Åren 1953–1959 var han vid underhållningsavdelningen. Från 1969 var han åter vid NRK och var programredaktör och ledare för underhållningsavdelningen i radio 1972–1985.

## Filmografi
- 1957 – Smuglere i smoking
- 1959 – Vår egen tid (kommentator)
- 1960 – Omringad
- 1971 – Vil du være med, så heng på (TV-serie)
- 1979 – Press (TV-serie)